# Capsicum campylopodium
Capsicum campylopodium ist eine Pflanzenart aus der Gattung Paprika (Capsicum) in der Familie der Nachtschattengewächse (Solanaceae). Sie kommt endemisch im Südosten Brasiliens vor.

## Beschreibung
Capsicum campylopodium ist ein 0,7 bis 1,1 m hoher Strauch. Die Blüten stehen an einem knieförmig umgebogenen Blütenstiel, so dass die Blüten um 90° gedreht sind. Der Kelch ist nicht mit Kelchzähnen besetzt. Die Krone ist 4,5 bis 6,5 Millimeter lang (selten bis 8 Millimeter), weiß gefärbt und weist goldene Flecken im Kronschlund auf. Die fünf Staubblätter kommen in zwei unterschiedlichen Größen vor: Drei der Staubfäden sind kürzer als die restlichen zwei. Der Griffel ist keulenförmig und verbreitert sich von einer schmalen Basis allmählich zu einer verbreiterten Spitze.
Die Früchte sind eingedrückt kugelförmig, gelblich-grün gefärbt und in zwei Kammern geteilt. Sie enthalten schwärzliche Samen.
Die Chromosomenzahl beträgt 2n=26.

## Vorkommen
Die Art kommt endemisch in den südost-brasilianischen Bundesstaaten Espírito Santo, Minas Gerais und Rio de Janeiro vor.

## Systematik
Phylogenetische Untersuchungen ordnen die Art in eine Klade mit anderen Arten aus dem Atlantik-nahen Regenwald ein („Atlantic forest clade“), innerhalb dieser Klade sind jedoch noch nicht alle Verwandtschaftsverhältnisse zweifelsfrei geklärt und bedürfen zum Teil weiterer taxonomischer Arbeit. Die Schwesterart zu Capsicum campylopodium innerhalb dieser Klade ist Capsicum cornutum, die sich unter anderem durch den nicht knieförmig gebogenen Blütenstiel und das Vorhandensein von Kelchzähnen unterscheidet. Beide Arten bilden wiederum eine Schwesterklade zu untersuchten Populationen, die anhand morphologischer Merkmale Capsicum mirabile zugeordnet werden, jedoch nicht näher mit dieser Art verwandt ist und als eigenständige Art geführt werden sollte.  Die Erstbeschreibung dieser Art erfolgte 2020 unter dem Namen Capsicum carassense.